# Cabanabona
Cabanabona település Spanyolországban, Lleida tartományban. Cabanabona Oliola, Vilanova de l'Aguda és Torrefeta i Florejacs községekkel határos. Lakosainak száma 65 fő (2024).

## Népesség
A település népessége az utóbbi években az alábbiak szerint változott:
| Lakosok száma | 73   | 382  | 303  | 221  | 126  | 116  | 109  | 88   | 75   | 65   |
|               | 1717 | 1887 | 1936 | 1960 | 1986 | 2004 | 2009 | 2014 | 2019 | 2024 |